# Lila (Singspiel)
Lila ist eine Singspiel-Dichtung („Festspiel mit Gesang und Tanz“) von Johann Wolfgang von Goethe, die er zum zwanzigsten Geburtstag von Herzogin Louise von Sachsen-Weimar-Eisenach schrieb. Die Urfassung lässt sich mit dem Jahr 1777 datieren. Sie entstand innerhalb weniger Wochen um die Jahreswende 1776/77. Am 30. Januar 1777 wurde das Werk bereits auf der Bühne am Weimarer Liebhabertheater uraufgeführt. Goethe selbst übernahm dabei die Rolle des Doktor Verazio und des Magus.
Goethe überarbeitete den Text mehrfach; die letzte und endgültige Fassung entstand erst elf Jahre nach der Uraufführung in Rom. So eliminierte er die signifikanten Märchenmotive, änderte die Rolleneigenschaften der Protagonisten und kürzte das Singspiel auf vier Akte. Die Handlung der fünfaktigen Urfassung, die auch unter dem Namen Ur-Lila verzeichnet wird, lässt sich durch die Arien und Chorgesänge noch rekonstruieren.

## Inhalt
Das Bühnen-Singspiel Lila widmet sich in der dritten Fassung von 1788 in vier Akten der Genesung und sozialen Reintegration der an Wahnvorstellung leidenden jungen Baronesse Lila, wobei der erste Akt die dramatische Ausgangslage hervorhebt. Ausgelöst wird die akute Krise Lilas durch einen Brief, der ihr irrtümlicherweise den Tod ihres abwesenden Ehemanns, Baron Sternthal, anzeigt. Lila gerät daraufhin in einen Zustand geistiger Umnachtung. Als ihr Gatte wieder unversehrt zu Hause eintrifft, glaubt sie, ein Schattenbild von ihm vor sich zu haben. Sie ist überzeugt, dass er ein Gefangener böser Geister ist, die nun auch ihre Freiheit bedrohen. Als mehrere, für das 18. Jahrhundert übliche Behandlungsmethoden keine Besserung ihres Zustands bewirken, empfiehlt der Arzt, Doktor Verazio, ein neues Verfahren. Dieses weist der Familie Lilas eine aktive Rolle zu. Die Familie soll sich auf die Phantasievorstellungen von Lila einlassen, diese spielerisch ausfüllen und ihnen dadurch Realitätscharakter verleihen.
Im zweiten bis vierten Akt wird unter Leitung des Arztes Verazio ein Märchenspiel inszeniert, das Gesangs- und Tanzelemente enthält und in dem Lila aktiv mitspielt. Es gelingt Lila schließlich mit Hilfe von Feen im Spiel ihren Mann aus der Gefangenschaft eines Menschenfressers zu erlösen. Dies bewirkt, dass sie ihren Gatten wieder als real existierend begreifen und auch ihre Wahnvorstellungen loslassen kann. Die Szenerie endet mit der Aufklärung über die Inszenierung und Lilas Rückkehr zu ihrem normalen gesellschaftlichen Leben.

## Hintergrund
Das empfindsame Festspiel war Goethes erste Arbeit für Hoffestlichkeiten in Weimar. Als Leiter des Liebhabertheaters war Goethe für die Unterhaltungsprogramme zuständig und griff dabei auf Elemente wie Tanz und Gesang zurück, die für das höfische Theater konstitutiv waren.
Die Tanzeinlagen und Märchenmotive lassen französische Vorbilder vermuten. In einem Brief an Carl von Brühl erklärte Goethe die Stellung zwischen Sprechschauspiel und französischem Singspiel mit dem improvisatorischen Charakter der ersten Fassung. Die Zwischenstellung der Lila wird durch die unterschiedlichen, von Goethe und anderen Zeitgenossen gewählten Gattungsbezeichnungen wie „Stück“, „Drama“ und „Operette mit untermischten Tänzen“ deutlich. Weitere Bezeichnungen der zweiten Aufführung am 3. März 1777 waren „große(s) Schaustück mit Gesang und Tanz“ und „Feenspiel“.
Möglicherweise überarbeitete Goethe bereits für diese Aufführung das Stück. In der revidierten Fassung von 1778 ersetzte er die Figur des hypochondrischen Sternthal durch die melancholische, dem Wahnsinn verfallene Lila. Mit diesem Schritt nahm er den autobiographischen Charakter des Werkes zurück, hatte er mit der männlichen Figur doch eigene Verlustängste in der schwierigen Beziehung zu Charlotte von Stein verarbeitet. Als Adressatin der neuen Version wurde gelegentlich Herzogin Louise selbst angesehen, die zur Schwermut neigte. Goethes Erfahrungen im Kreis empfindsamer Freunde um Johann Heinrich Merck prägten die zweite Version vermutlich ebenfalls.
In der dritten Fassung, die 1788 in Italien entstand, schilderte Goethe den Heilungsprozess der Protagonistin noch realistischer. Die Vorstellung, eine Kranke zu heilen, indem in einer Spielhandlung an ihre Wahnideen angeknüpft und sie so schrittweise an die Wirklichkeit herangeführt wird, entspricht einem therapeutischen Konzept des 18. Jahrhunderts, das als „psychische Kur“ bezeichnet wurde. Die dritte Fassung erschien im sechsten Band der Schriften von 1790.
Eine literarische Anregung für Lila ging von Jean de Rotrous Tragikomödie L’Hypocondriaque ou Le Mort amoureux aus, in der sich die Seelenheilung des Helden in ähnlicher Weise vollzieht.
Das Werk wurde von mehreren Komponisten mit Musiknummern versehen. Hatte Karl Siegmund von Seckendorff die Musik für die erste Fassung geschrieben, nahmen sich in den folgenden Jahren Johann Friedrich Reichardt, Friedrich Ludwig Seidel und weitere Tonkünstler des überarbeiteten Stückes an. Wie Skizzen zeigen, beabsichtigte auch Richard Strauss eine neue Bearbeitung des Werkes. Das Lied Feiger Gedanken / bängliches Schwanken … kommt auf über 35 Vertonungen.
Erst 1995, nach über 170 Jahren, wurde das Stück am Berliner Theater Affekt, einer Off-Theater-Gruppe, wieder öffentlich aufgeführt. Die Inszenierung erhielt den Friedrich-Luft-Preis. Die Jury der Berliner Morgenpost lobte damit „die Theaterarbeit einer jungen Generation, die sich mit ideologiefreiem Verstand, Witz und Mut in einer undurchsichtig-fragmentarisierten Welt zurechtzufinden sucht.“

## Besonderheit
Das Singspiel Lila ist nach der traditionellen Spiel-im Spiel-Methode konzipiert. Im Unterschied zu Binnenspielen anderer Literaten, wie beispielsweise Shakespeares Hamlet oder Balletteinlagen in Opern, gibt es während des Binnenspiels von Lila keine Schauspieler als Zuschauer auf der Bühne. Alle Darsteller sind in das Spiel im Spiel integriert.